# 阿塔珠爾特志願者組織
阿塔珠爾特志願者組織（英語：Atajurt Kazakh Human Rights），Atajurt字意為父親的家園，在2017年初成立於哈薩克阿拉木圖，是哈薩克境內針對哈薩克人權、新疆人權為主要活動的非政府組織。該組織將至親下落不明的哈薩克人對中國當局的控訴錄製成影片，譯成英文、德文、法文、土耳其文、俄文、中文、阿拉伯文，並每週固定彙整最新證據，送到聯合國駐哈薩克辦事處、歐洲聯盟駐哈薩克辦事處、美國及其他西方國家駐哈薩克大使館，至今已集結超過3萬筆證詞。

## 歷史
- 2015年，賽爾克堅成立加尔肯7启蒙教育讲堂（哈薩克語：ЖАРҚЫН ЖЕТІ АҒАРТУШЫЛЫҚ ДӘРІСХАНАСЫ）。
- 2017年，加尔肯7启蒙教育讲堂更名為阿塔珠爾特志願者組織。那一年新疆維吾爾自治区各级政府在区内大兴土木，疯狂的将学校、医院、红十字献血中心及废弃仓库改建再教育营。当时哈萨克人冒着生命危险将发生在新疆伊犁等地的侵犯人权案例带到哈萨克，希望有人将此消息公诸于世。赛尔克坚因而成立該组织，曝光新疆哈萨克族、维吾尔族等少数民族遭受迫害的过程[2]。
- 2019年3月10日，該組織位於阿拉木圖總部辦公室亦被查抄和封鎖，警方帶走了電腦和大量關於新疆集中營內哈薩克族家屬的資料和文件[3]。
- 2019年4月2日，在十个非政府组织致函哈萨克总统对赛尔克坚被拘捕软禁表达关注並要求哈萨克释放赛尔克坚後，哈薩克执法机关的代表打开該组织办公室的门，該組織同時宣布恢复开展人权活动[4]。
- 2020年11月16日，該組織的臉書帳號第一次遭到封鎖。
- 2021年1月9日，該組織的臉書帳號第二次遭到封鎖[5]。
- 2021年6月15日，該組織的YouTube頻道遭到封禁[6]。

## 外部連結
- 官方网站
- 阿塔珠爾特志願者組織的Facebook專頁
- YouTube上的阿塔珠爾特志願者組織頻道
- YouTube上的阿塔珠爾特志願者組織阿斯塔納分部頻道
- 阿塔珠爾特志願者組織的X（前Twitter）
- 阿塔珠爾特志願者組織的Instagram帳戶